# Poporul zulu
Zulu este un popor african vorbitor al unei limbi din grupa bantu. Astăzi numără o populație de 15 milioane de oameni. Ei trăiesc mai ales în provincia KwaZulu-Natal din Africa de Sud. Există grupuri mici de zulu, de asemenea în Eswatini, Lesotho, Zimbabwe, Zambia și Mozambic. Limba vorbită de ei este limba zulu care face parte din grupul Nguni din familia Bantu. 
În secolele XIX și XX, Regatul Zulu a jucat un rol important în istoria Africii de Sud de astăzi. În timpul regimului de apartheid, zuluții, fiind cel mai mare grup etnic din Africa de Sud, au fost tratați ca cetățeni de mâna a doua.

## Etnogeneză
Conform descoperirilor arheologice, strămoșii popoarelor moderne vorbitoare de limbă bantu au apărut în Africa de Sud în primele secole după Hristos. În Africa de Sud, acești strămoși au intrat în contact cu boșimanii vânători-culegători. Prin intermediul acestor interacțiuni, limbile lor Isikosa și Isisulu au fost influențate de sunetele de clicuri caracteristice limbilor khoisan. Potrivit primilor navigatori portughezi, la începutul secolului al XVI-lea, coasta de sud-est a KwaZulu-Natal era deja locuită destul de dens de comunități bantu, strămoșii zulu moderni. Aceste comunități trăiau în grupuri mici, recunoscând nominal autoritatea căpeteniei supreme.
La începutul secolului al XVIII-lea, creșterea populației, îmbunătățirea tehnologiei agricole și concurența comercială cu europenii au dus la necesitatea de a centraliza și extinde puterea șefilor. Două clanuri au avut un succes aparte: Ndwandwa, la nord de râul Umfolozi, și Mtetwa, la sud de acesta. Într-un început, zulu propriu-zis erau considerați unul dintre subgrupurile (isizwe „popor” sau isibongo „clan”) ale clanului Mtetwa. Acestui subgrup i-a fost dat numele de „amaZulu” (adică „copiii cerului”) în jurul anului 1709, când un nou clan a fost fondat de către Zulu kaNtombela. Până în anul 1781, clanul Zulu număra aproximativ 1.500 de membri.

## Îmbrăcămintea
Tradițional, îmbrăcămintea zulu era confecționată din pânzeturi de piele, șorțuri și cozi de animale purtate pe antebrațe și picioare. Războinicii onorați purtau coafuri speciale, care includeau un inel pe cap confecționat din ierburi și ceară. Aceste coafuri semnificau statutul social al purtătorului și erau considerate un simbol al curajului și abilităților sale în luptă.
Cu toate acestea, în prezent, hainele tradiționale zulu au fost în mare măsură înlocuite de îmbrăcămintea europeană și se păstrează doar în ansambluri folclorice.

## Istorie

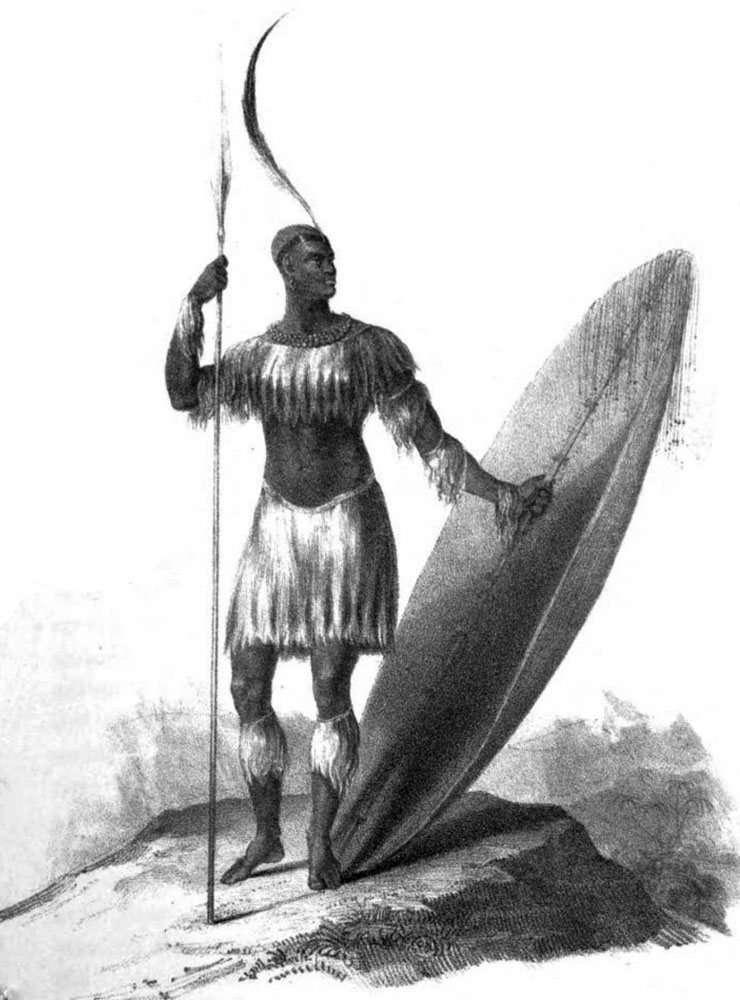
Regele Shaka

### Domnia lui Shaka
Expansiunea rapidă a teritoriului controlat de zulu a început în anul 1816, când Shaka, fiul nelegitim al căpeteniei Senzangakona, a preluat puterea. În anul următor, Ndwandwa l-a asasinat pe conducătorul din Mtetwa, Dingiswayo, iar Shaka a devenit conducătorul suprem al Mtetwa. El a inițiat reforme militare și sociale care au contribuit la succesul militar al zulușilor și la integrarea clanurilor cucerite în căpetenia sa. În scurt timp, zulușii au devenit una dintre cele mai puternice forțe militare din regiune.
În anul 1819, zulu au învins clanul Ndwandwa și i-au forțat să se retragă în ceea ce astăzi este Regatul Eswatini. În 1824, teritoriul controlat de zulu avea o suprafață de aproximativ 20.000 de kilometri pătrați și o populație de aproximativ 250.000 de locuitori.

#### Reformele militare
Shaka a reorganizat complet sistemul militar zulu. El a recrutat toți bărbații cu vârsta cuprinsă între 20 și 40 de ani care puteau purta arme, formând mai multe unități militare numite amabuto (pluralul lui ibuto), care au format nucleul armatei zulu. Aceste amabuto erau organizate în regimente (iziqu), fiecare regiment având un număr egal de bărbați.
Shaka a introdus tactici militare revoluționare, cum ar fi utilizarea formelor de luptă strânse, care au permis zulușilor să lupte cu succes împotriva altor triburi din regiune. El a impus o disciplină strictă în cadrul armatei, iar orice încălcare a acestora era pedepsită cu moartea. Aceasta a făcut ca soldații zulu să fie foarte disciplinați și să aibă o încredere mare în abilitățile lor de luptă. În ceea ce privește relațiile între sexe, Shaka a impus restricții stricte și a organizat fetele în amabuto feminine, care aveau în principal funcții economice. Orice relație extraconjugală dintre „regimentele” masculine și feminine era pedepsită cu moartea, cu excepția cazului în care Shaka dădea un ordin specific. 
Armamentul armatei zulu era alcătuit din scuturi și assegai-uri. Scuturile erau realizate din piele de bou tăbăcită și întinse pe un cadru de lemn, și erau puțin mai scurte decât înălțimea unui om. Assegai-urile erau arme de luptă corp la corp, grele și scurte, și erau folosite pentru a înfrânge scuturile și a ataca inamicul. În ceea ce privește logistica, amabuto formau brigăzi de portari care erau responsabili pentru transportul proviziilor de hrană și a unor bunuri de uz casnic. Aceste brigăzi erau formate din tineri care nu fuseseră încă recrutați în armată și erau antrenați să transporte greutăți mari pe distanțe lungi.
În timp de pace, armata zulu era supusă unor antrenamente și exerciții militare constante, care au contribuit la transformarea acesteia în cea mai puternică forță militară dintre africanii din Africa de Sud. 
Shaka a fost pionierul tacticii militare numite „coarne de bivol” (izimpondo zankhomo). Această tactică presupunea împărțirea armatei în trei unități distincte: „coarnele”, „pieptul” și „trunchiul”.
- „Coarnele” (izimpondo) erau regimentele care înconjurau inamicul din flanc. Aceste regimente erau formate în principal din războinici tineri și neexperimentați, care aveau ca rol să flancheze inamicul și să-l împingă spre „pieptul” (isifuba).

- „Pieptul” era principala forță de lovire, care efectua un atac frontal asupra inamicului. Aceste regimente erau formate din cei mai buni și mai experimentați războinici, care aveau ca rol să lupte în prima linie și să încetinească înaintarea inamicului.

- „Trunchiul” includea rezervele și regimentele menite să pună capăt inamicului. Aceste regimente erau compuse în principal din veterani, care aveau ca rol să atace inamicul din spate și să supravegheze retragerea sau capturarea inamicilor răniți sau luați prizonieri.

### Domnia lui Dingane
După asasinarea lui Chaka în 1828, fratele său vitreg, Dingane, a devenit Inkosi și a slăbit unele dintre cerințele stricte ale lui Chaka în ceea ce privește vârsta de căsătorie și structura armatei. În timpul domniei lui Dingane, au izbucnit primele conflicte între zuluși și buri.
În 1838, un grup de buri sub conducerea lui Pete Retief a vizitat Mgungundlovu, capitala zulu, pentru a negocia un acord pentru a se stabili pe pământurile zulu. În timpul negocierilor, Retief a fost luat prizonier și ulterior executat împreună cu 70 dintre însoțitorii săi. Acest eveniment a dus la un conflict armat între buri și zuluși, care a culminat cu bătălia de la râul Incom (sau Bătălia de la Râul Sângeroase), în care burii conduși de Andries Pretorius au învins armata zulușilor.
În urma acestei înfrângeri, zulușii aucedat o parte din pământurile lor către buri, care au fondat Republica Natal în 1839, la sud de Tugela și la vest de așezarea britanică din Port Natal. Această înfrângere a diminuat puterea conducătorului zulu, dar armata zuluși a rămas o forță puternică în regiune.

### Domnia lui Mpande
În 1840, Mpande, fratele mai mic al lui Dingane, a preluat tronul zulușilor cu ajutorul burilor, dând astfel naștere unei noi ere în istoria zulușilor. În timpul domniei lui Mpande, relațiile cu buri au fost pașnice și chiar cordiale. Totuși, în 1842, a izbucnit un război între buri și britanici, în urma căruia britanicii au învins, iar Republica Natal a fost anexată la posesiunile britanice. În 1843, Mpande a început să lupte împotriva unor grupuri disidente din interiorul tribului zulu, ceea ce a dus la fuga a mii de oameni, inclusiv în Natalul britanic. În timpul exodului, mulți dintre refugiați și-au luat vitele cu ei. Mpande a invadat teritoriile vecine, încercând să își recupereze vitele și să își consolideze puterea. În 1852 a făcut un raid în Swaziland, însă britanicii l-au forțat să renunțe la aceste planuri și să se retragă. 
În același timp, a izbucnit o luptă pentru succesiunea la tron între fiii lui Mpande, Cetshwayo și Mbuyazi. Această luptă a dus la o perioadă de instabilitate în tribul zulu, iar Mbuyazi a murit în luptă. Cetshwayo a preluat treptat puterea și a devenit liderul suprem al zulușilor după moartea lui Mpande în 1872, la vârsta de 74 de ani.

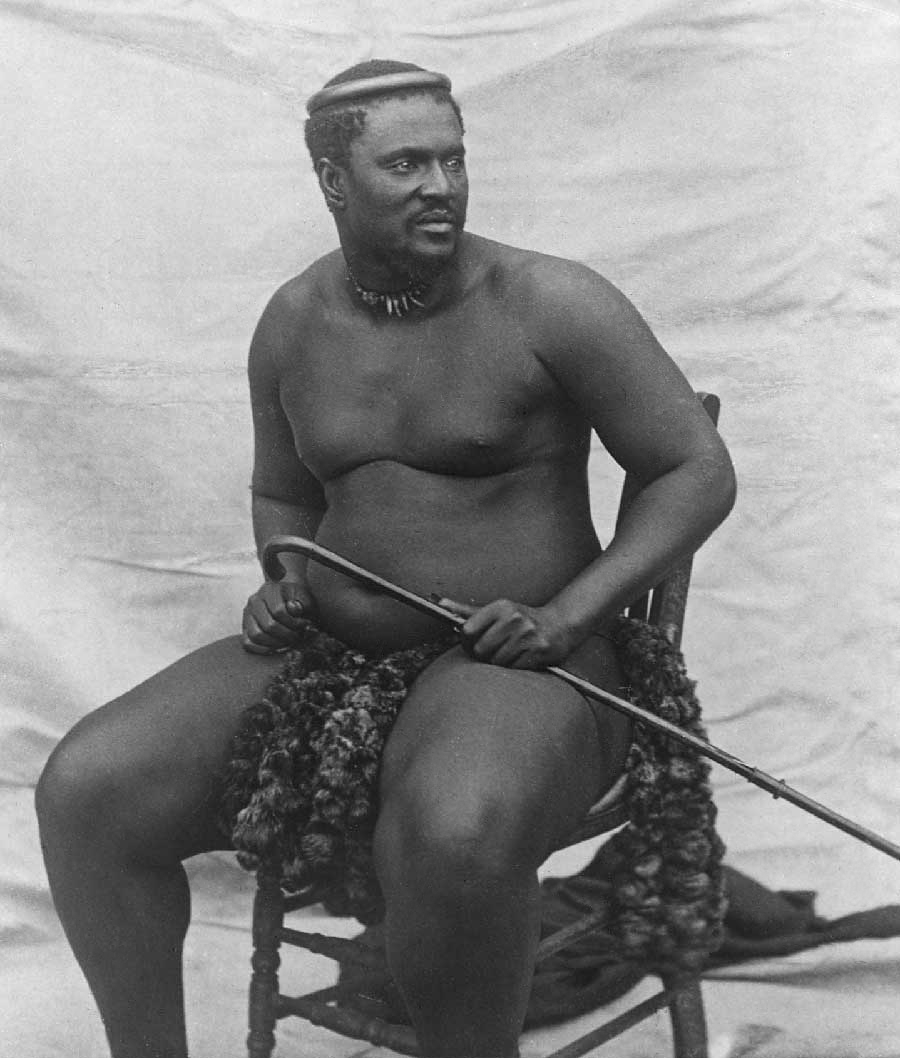
Regele Cetshwayo în 1878

### Domnia lui Cetshwayo și Războiul Anglo-Zuluș
În 1877, Zululand a devenit o problemă pentru administrația colonială britanică, care își dorea să-și întărească autoritatea în Africa de Sud. În 1879, trupele britanice au invadat Zululandul, care era aproape în întregime înconjurat de terenuri britanice. Deși zuluții au reușit inițial să învingă una dintre unitățile britanice, în Bătălia de la Isandlwana din 22 ianuarie 1879, puterea zulu a ajuns la sfârșit după înfrângerea  în Bătălia de la Ulundi din 4 iulie 1879. 
După înfrângere, Zululandul a fost împărțit în 13 mici regate, fiecare cu un „consilier” britanic atașat conducătorului. Sistemul de recrutare militară zulu a fost desființat, iar tradițiile și cultura zulușilor au fost supuse unei presiuni semnificative din partea puterii coloniale britanice. În 1882, Cetshwayo a fost invitat să viziteze Marea Britanie, unde a fost primit călduros de regina Victoria. La întoarcerea sa în Zululand, Cetshwayo s-a confruntat cu Zibebu, conducătorul celui mai mare regat din teritoriul Zululand, și a fost învins din nou la Ulundi. În 1884, Cetshwayo a murit în Eshowe. Este încă larg acceptat printre zuluși că a fost otrăvit.

### Dinuzulu și pierderea completă a independenței
După moartea lui Cetshwayo, fiul său, Dinuzulu, a cerut ajutorul trupelor Transvaalului, sub comanda lui Louis Botha, pentru a lupta împotriva rebelilor din Zululand. În schimbul ajutorului, Dinuzulu le-a promis burilor 10.400 km² de teren, mai mult de o treime din Zulululand. După ce mercenarii buri au învins, Dinuzulu și-a ținut promisiunea și în nordul Zulululandului a fost înființată Republica Nieuwe.  Zululand, deși formal independent, a devenit un protectorat britanic în 1887 și a fost complet anexat la Natal în 1897. În 1890, Dinuzulu a fost capturat de britanici și exilat pe insula Sfânta Elena timp de 10 ani pentru că s-a opus britanicilor, dar a fost eliberat în 1897.
În 1906, zulu, sub conducerea liderului clanului Zondi, Bambata KaMankinza, s-a răsculat împotriva britanicilor. În iulie, au suferit o grea înfrângere în fața unui corp combinat de poliție britanică și autohtonă din Natal: Bambata și aproximativ 600 din cei 1 500 de oameni ai săi au fost uciși; aproximativ 5 000 de simpatizanți au fost sancționați sau expulzați. Dinuzulu a fost, de asemenea, acuzat că i-a ajutat pe rebeli și a fost condamnat la patru ani de închisoare. În 1910, Louis Botha a devenit prim-ministru al Uniunii Africii de Sud și a făcut în așa fel încât Dinuzulu să-și ispășească pedeapsa la o fermă din Transvaal. Acolo, Dinuzulu a murit în 1913.
Fiul lui Dinuzulu, Solomon KaDinuzulu, nu a fost niciodată recunoscut de autorități ca un Inkatha Zulu: oficial, era doar un șef local, dar avea o mare autoritate în rândul altor lideri de clanuri Zulu, al politicienilor și al oamenilor de rând. În 1923, Solomon a format un partid numit Inkatha YaKwaZulu pentru a-și afirma dreptul la tron. Cu toate acestea, acest partid a jucat un rol redus în politică până când nu a fost relansat în anii 1970 de Mangosutu Buthelezi, fost ministru-șef al Bantustanului KwaZulu. În decembrie 1951, Cyprian Bekuzulu, fiul lui Solomon, a fost proclamat șef suprem al zulușilor, însă puterea reală aparținea oficialilor sud-africani care conduceau prin intermediul unor șefi marionete locale.

### Apartheidul

Bantustanul KwaZulu pe harta Africii de Sud

#### Bantustan KwaZulu
În timpul apartheidului, guvernul sud-african a creat Bantustanul KwaZulu pentru a fi o regiune semi-autonomă destinată populației Zulu. În 1970, Legea cetățeniei negrilor a impus ca toți zuluții să devină cetățeni ai KwaZulu, pierzându-și astfel cetățenia sud-africană. Bantustanul era format din mai multe zone separate în ceea ce este acum provincia KwaZulu-Natal. Mulți zuluți care locuiau pe terenuri private în afara KwaZulu au fost deposedați de aceste terenuri și relocati în KwaZulu. Până în 1993, aproximativ 5,32 milioane de zuluți trăiau în KwaZulu și alte aproximativ 2 milioane în alte părți ale țării. 
Primul ministru al KwaZulu de la crearea sa în 1970 a fost Mangosutu Buthelezi, care a condus și partidul politic Inkatha.  În 1994, după căderea apartheidului, KwaZulu a fost inclus în provincia Natal pentru a forma provincia KwaZulu-Natal.

#### Inkatha
În 1975, liderul politic Mangosuthu Buthelezi a reînviat mișcarea Inkatha YaKwaZulu, care ulterior a devenit Partidul Libertății Inkatha. Deși oficial poziționați ca o mișcare de protest anti-apartheid, membrii Inkatha aveau opinii mai conservatoare decât cei ai Congresului Național African (ANC). Printre aceste opinii se numără opoziția față de lupta armată și față de sancțiunile internaționale impuse Africii de Sud. Relațiile inițiale dintre Inkatha și ANC erau cordiale, dar acestea s-au deteriorat în 1979, după revolta din Soweto. 
Datorită apropierii opiniei sale de cea a guvernului, Inkatha a fost singura organizație recunoscută de acesta ca reprezentând majoritatea negrilor (toate celelalte, inclusiv ANC, fiind interzise). În ultimii ani ai apartheidului, guvernul a susținut secret financiar și militar partidul, furnizându-i bani și instructori de luptă de gherilă.

#### Conflicte
Începând cu anul 1985, au avut loc ciocniri violente între susținătorii mișcărilor de protest ale opoziției din KwaZulu-Natal, care în majoritate au implicat membri ai ANC și Inkatha, iar ambele părți au comis crime teribile. În spatele multor astfel de incidente, se aflau agenții de securitate ai statului, cunoscuți sub numele de „a treia forță”. Confruntările s-au intensificat de-a lungul anilor 1980 și s-au amplificat în anii 1990, în timpul campaniei electorale din 1994.

## În prezent
În prezent, deși KwaZulu-Natal rămâne principala așezare zulu, mulți dintre membrii acestei grupări etnice s-au mutat în Gauteng, o regiune mai prosperă din punct de vedere economic, unde zulu este cea mai răspândită limbă vorbită, depășind sesotho. De asemenea, zulu este răspândită în provincia Mpumalanga, în special în zonele predominant rurale.
Zulu joacă un rol important în politica sud-africană. Un exemplu notabil este Mangosuthu Buthelezi, care a fost unul dintre cei doi vicepreședinți ai țării. Alți doi membri zulu ai ANC au deținut funcția de vicepreședinte: Jacob Zuma și Pumzile Mlambo-Ngcuka. Jacob Zuma a fost ales președinte al ANC în 2007 și a deținut funcția de președinte al Africii de Sud între 6 mai 2009 și 14 februarie 2018, când a fost forțat să demisioneze din cauza unor acuzații de corupție.
De-a lungul istoriei, titlul de „Rege al Zulu” a fost unul de mare importanță. Goodwill Zwelitini a deținut acest titlu din 1971 până în 2021, când a murit. În timpul luptei anti-apartheid, regele a jucat un rol în mare parte pasiv, ceea ce a dus la transformarea titlului într-unul ceremonial, mai degrabă decât într-unul asociat cu puterea reală. Cu toate acestea, titlul rămâne important pentru comunitatea zulu și continuă să fie respectat și onorat.

## Muzica zulu
La fel ca în alte societăți africane, muzica joacă un rol deosebit de important în cultura zulu, fiind considerată un mijloc de exprimare a emoțiilor pe care cuvintele nu le pot reda. În muzica zulu, nu doar ritmul și melodia sunt importante, ci și armonia, denumită isigubudu.
Mascanda și mbacanga sunt alte genuri populare de muzică zulu.
Muzica zulu este cunoscută și în afara Africii de Sud; muzicienii albi care au cântat alături de zulu sau au interpretat cântece ale compozitorilor zulu au jucat, de asemenea, un rol important în promovarea acestei culturi. Printre acești muzicieni se numără Paul Simon și sud-africanul Johnny Clegg.
Ladysmith Black Mambazo este un exemplu de formație zulu care a făcut cunoscute în întreaga lume tradițiile muzicale ale poporului său. După ce au colaborat cu Paul Simon la albumul Graceland, membrii formației au făcut un turneu mondial și au câștigat două premii Grammy.

## Limba
Limba maternă a poporului zulu este isiZulu, o limbă din familia Bantu, care face parte din grupul Nguni și este strâns înrudită cu limbile Khosa și Swati. Zulu este cea mai răspândită limbă vorbită în Africa de Sud. Cu toate acestea, mulți locuitori din regiune vorbesc și alte limbi, cum ar fi engleza, portugheza, sesotho și alte limbi sud-africane.

## Religie

Dans tradițional Zulu, 1958

Există o mare variație în ceea ce privește religia în rândul poporului zulu. În prezent, mulți zulu sunt creștini, fie protestanți, fie catolici, dar unii rămân dedicați tradițiilor și credințelor lor ancestrale. Majoritatea comunităților creștine din regiune sunt sincretiste în natură, combinând elemente din creștinism cu tradițiile religioase anterioare.
În perioada precolonială, viața religioasă a zulu era dominată de credințe animiste și de cultul strămoșilor. Zulu se închinau spiritului suprem sau celest Unkulunkulu, care acționa atât ca strămoș, cât și ca demiurg. Zulu credeau că acesta era strămoșul lui Chaka și îl venerau ca strămoș al tuturor Zulu. Strămoșii morți sunt considerați membri cu drepturi depline ai familiei și ai comunității și acționează ca intermediari între oameni și spiritele mai importante, cum ar fi Unkulunkulu. Această credință pune accentul pe continuitatea legăturilor de familie și de clan, iar spiritele ancestrale sunt venerare prin intermediul unor ritualuri specifice, cum ar fi sacrificarea de animale sau dansurile tradiționale.